# Königstein im Taunus
Königstein im Taunus – miasto uzdrowiskowe w Niemczech, w kraju związkowym Hesja, w rejencji Darmstadt, w powiecie Hochtaunus.

## Współpraca
Miejscowości partnerskie:
- Königstein, Niemcy
- Königstein/Sächsische Schweiz, Niemcy
- Kórnik, Polska
- Le Cannet, Francja
- Le Mêle-sur-Sarthe, Francja